# Титаренко, Михаил Леонтьевич
Михаи́л Лео́нтьевич Титаре́нко (27 апреля 1934, с. Лакомая Буда, Западная область — 25 февраля 2016, Москва) — советский и российский учёный-востоковед, известный исследователь философии и духовной культуры Китая, международных и межцивилизационных отношений в Северо-Восточной Азии, проблем нового евразийства и связей России с её дальневосточными соседями. Доктор философских наук, академик РАН.
Директор ИДВ РАН с 1985 по 2015 год. Под его руководством Институт превратился в многопрофильный центр научных исследований по широкому кругу теоретических и практических проблем развития Дальнего Востока, в первую очередь Китая, и отношений России с государствами Северо-Восточной Азии.

## Биография
Михаил Леонтьевич Титаренко родился 27 апреля 1934 года в селе Лакомая Буда (ныне — Брянской области) в семье крестьянина. После окончания философского факультета МГУ им. М. В. Ломоносова в 1957 году два года стажировался в Пекинском университете, где окончил спецфакультет китайского языка, а затем обучался на философском факультете у известных китайских философов Фэн Юланя, Жэнь Цзиня и Фэн Дина). Также окончил философский факультет Фуданьского университета (Шанхай, КНР, 1961). Получил диплом об окончании университета по специальности «философ-историк китайской философии» и диплом переводчика китайского языка.
В течение ряда лет он находился на дипломатической службе в Генконсульстве СССР в Шанхае (1961—1962) и Посольстве СССР в Пекине (1963—1965). В 1965 году М. Л. Титаренко был приглашён референтом-консультантом в Отдел ЦК КПСС, где проработал 20 лет, став одним из ведущих экспертов по Китаю и Дальнему Востоку в высших руководящих органах СССР.
В ноябре того же 1965 года Титаренко получил степень кандидата философских наук, защитив диссертацию на тему «Древнекитайская школа моистов и их учение». В дальнейшем Михаил Леонтьевич приступил к изучению современных китайских философских и идеологических учений (Сунь Ятсен, Ли Дачжао, Мао Цзэдун, Лю Шаоци, Чэнь Юнь, Ай Сыци). Итогом его научной работы стала защита докторской диссертации (1979), посвящённой вопросам идеологической борьбы в КПК накануне и в период «культурной революции» в КНР.
В 1985 году Титаренко становится директором Института Дальнего Востока (ИДВ) АН СССР, где зарекомендовал себя прекрасным организатором творческого научного процесса. За 25 лет под руководством Михаила Леонтьевича ИДВ приобрёл в России, ближнем и дальнем зарубежье заслуженное признание в качестве научного лидера в области комплексного исследования Китая, Японии, Корейского полуострова, проблематики АТР и деятельности Шанхайской организации сотрудничества.
30 мая 1997 года М. Л. Титаренко был избран членом-корреспондентом РАН по Отделению проблем мировой экономики и международных отношений, специализация «мировая экономика и международные отношения». 22 мая 2003 года его избрали действительным членом РАН по Отделению общественных наук, специализация «международные отношения, китаеведение». С октября 2010 года являлся членом Бюро Отделения глобальных проблем и международных отношений РАН. Является также почётным профессором ряда китайских и зарубежных академий и институтов.
1987—2002 гг. — Председатель Научного совета РАН по проблемам комплексного изучения современного Китая Отделения общественных наук РАН, с 1987 года — Председатель Международного научного совета по проблемам мира, безопасности и развития в Восточной Азии.
С 1986 года — член редколлегии журнала «Проблемы Дальнего Востока».
1988—1998 гг. — Президент Всесоюзной ассоциации китаеведов АН СССР/АКИТ РАН.
С 1994 года — Член Президиума Российского национального комитета по Тихоокеанскому экономическому сотрудничеству.
1995 год — избран первым заместителем Председателя обществ дружбы и культурных связей с КНДР.
В апреле 1998 года на VI отчётно-выборной конференции общества он был избран, а в апреле 2003 года на VII отчётно-выборной конференции переизбран председателем центрального правления Общества российско-китайской дружбы.
С 1998 года — Член президиума Российско-японского комитета XXI века.
С 1998 года — Член правления Ассоциации китаеведов РАН.
С 2000 года — Член президиума Российской ассоциации международных исследований.
2009 год — 2014 год — Член Российского Пагуошского комитета при Президиуме РАН.
С 2010 года — Председатель Попечительского Совета Регионального Общественного Фонда «Маршалы Победы».
В октябре 2015 года оставил пост директора и перешёл на должность научного руководителя института, которую занимал до конца жизни.
Член международных научных советов Сеульского и Ханьянского (Республика Корея) университетов.
Заместитель председателя Ассоциации дружбы Россия-Республика Корея. Член редакционного совета журнала «Восточная коллекция».
Научная и организаторская деятельность Титаренко получила признание международной научной общественности. Михаил Леонтьевич — почётный исследователь Гаванского института Азии (Куба), почётный доктор Ханьянского (Республика Корея) и Цзилиньского (КНР, Чанчунь) университетов, почётный профессор Хэйлунцзянской академии общественных наук (КНР, Харбин) и Шаньсийского университета (КНР), советник Международной конфуцианской ассоциации, вице-президент и председатель российского филиала Международной ассоциации по изучению китайской философии (США), член Европейской ассоциации китаеведов.

## Научная деятельность
Научно-исследовательская деятельность М. Л. Титаренко чрезвычайно широка и многообразна. Он — один из крупнейших исследователей философии, духовной культуры, истории и политики Китая, международных и межцивилизационных отношений в Евразии, проблем «нового евразийства» и связей Российской Федерации с её дальневосточными соседями, наращивания потенциала её сотрудничества со странами Азиатско-Тихоокеанского региона, адаптации России к процессам экономической глобализации, расширения диалога цивилизаций и культур Востока и Запада.
Михаил Леонтьевич написал цикл работ по изучению традиций китайской философской, политической и экономической мысли, раскрыл факторы, которые обеспечивают устойчивость и саморазвитие китайской цивилизации, оказывают влияние на внутреннюю и внешнюю политику руководства Китая, Тайваня, поведение китайской диаспоры в мире. Внёс значительный вклад в разработку новой концепции российско-китайских и российско-южнокорейских отношений и разработки проблем безопасности на основе сотрудничества в Восточноазиатском и Азиатско-Тихоокеанском регионах.
По его инициативе в 1972 году была издана двухтомная антология «Древнекитайская философия», а также «Антология философии эпохи Хань» (1990), «Хрестоматия по китайской философии нового и новейшего времени».
Активно занимался исследованием китайской философской и общественно-политической мысли. Опубликовал цикл работ по истории китайской мысли, в том числе статьи о философских и общественно-политических взглядах Мо Ди, поздних моистов, Конфуция, Чжу Си, Сунь Ятсена, Ли Дачжао, Мао Цзэдуна, Лю Шаоци, Дэн Сяопина и других.
В 1994 году по инициативе и под руководством М. Л. Титаренко вышел в свет первый в истории мирового востоковедения (не считая собственно Китая) энциклопедический словарь «Китайская философия», завершено издание пятитомной «Энциклопедии духовной культуры Китая» (2006—2009).
М. Л. Титаренко была разработана концепция «нового евразийства», и в течение 1994—2003 гг. по этой теме им была написана и издана серия монографий. В указанных монографиях излагаются принципиальные аспекты международных отношений в Восточной Азии и Азиатско-Тихоокеанском регионе в целом, главным образом, с точки зрения обеспечения национальных интересов России.
Профессор М. Л. Титаренко подготовил более 15 кандидатов и докторов наук, возглавлял Диссертационный совет по историческим и политическим наукам при ИДВ РАН.

## Награды и звания
Государственные
- Орден «За заслуги перед Отечеством» IV степени (14 февраля 2009 года)
- Орден Почёта (4 июня 1999 года) — за большой вклад в развитие отечественной науки, подготовку высококвалифицированных кадров и в связи с 275-летием Российской академии наук[3]
- Два ордена «Знак Почёта» (1976, 1984)[2]
- Орден «За заслуги в дипломатической службе» (Республика Корея, 1999)[2]
- Орден Дружбы (Вьетнам) (2014) — за активный вклад в развитие гуманитарных наук Вьетнама и развитие дружественных отношений между Социалистической Республикой Вьетнам и Российской Федерацией[4]
- Лауреат Государственной премии Российской Федерации за 2010 год[5]
- Лауреат премии имени Е. В. Тарле (РАН, 2001) — за совокупность работ 1990-х годов: «Россия и Восточная Азия. Вопросы международных и межцивилизационных отношений», «Россия лицом к Азии», «Китай: цивилизация и реформы», «Китай на пути модернизации и реформ (1949—1999)»[1]
- Почётное звание «Заслуженный деятель науки Российской Федерации» (1995)[2]
- Почётная грамота Правительства Российской Федерации (6 апреля 2009 года) — за большой вклад в подготовку и проведение Года Российской Федерации в Китайской Народной Республике и Года Китайской Народной Республики в Российской Федерации[6].

Конфессиональные
- Орден святого благоверного князя Даниила Московского I степени (28 августа 2014 года) — во внимание к трудам на благо Церкви и Отечества и в связи с 80-летием со дня рождения[7]